# Sövényes
Sövényes (Leasa) település Romániában, a Partiumban, Arad megyében.

## Fekvése
Nagyhalmágytól nyugatra, a Fehér-Körös jobb partja mellett fekvő település.

## Története
Sövényes, Lésza nevét 1439-ben említette először oklevél Leza néven. 1670-ben Lésza, 1760–1762 között Leasza, 1808-ban Lyásza ~ Lász, Laas 1888-ban Leásza (Sovántfalva, Lyásza), 1913-ban Sövényes néven írták.
1910-ben 563 lakosából 560 román, görögkeleti ortodox volt.
A trianoni békeszerződés előtt Arad vármegye Nagyhalmágyi járásához tartozott.